# 馬奕猷
馬奕猷（英語：Bernard Francis Mayer，1891年6月16日—1976年5月8日），是天主教美國籍神父及瑪利諾外方傳教會會士。曾任梧州宗座監牧區宗座監牧（1931年－1934年）。

## 生平
馬奕猷出生於1892年1月17日，美國愛荷華州保厄希克縣的城市布魯克林。1914年，22歲時加入瑪利諾外方傳教會。1916年2月12日，馬奕猷在24歲時晉鐸，次年被派往中國廣東傳教。與其他瑪利諾會會士創立江門傳教站，後來又建立梧州傳教站。1929年，出任馬利諾第一總分會代表。
1931年10月30日，聖座從南寧宗座代牧區劃出廣西東部地區成立梧州自治傳教區。在40歲的馬奕猷獲時任教宗庇護十一世任命為梧州傳教區神長。1934年12月10日，自治傳教區升格為梧州宗座監牧區，馬奕猷神父留任成為宗座監牧。他與另一位神父一起編寫《學生粵語英語詞典》，並於1934年出版。
1939年7月20日，梧州宗座監牧區升格為梧州宗座代牧區，馬神父卸任梧州宗座監牧區宗座監牧，並在1941年前往香港教區服務。第二次世界大戰期間，他被關在香港赤柱集中營，他主動負起牧民工作。香港重光後，馬神父組織戰時軍人成立聖尼各老俱樂部，即是日後的公教進行社。
自1946年以後，他重返中國，受任廣州河南總鐸區總鐸，在廣州成立辦施藥診所。1949年10月1日，中國共產黨在中國大陸地區建立中華人民共和國，並開始針對天主教進行宗教迫害及打壓，教會已經無法正常功能。1951年，馬神父被拘及驅逐出境。
1976年5月8日，馬奕猷神父在美國紐約沉睡谷去世，享年84歲。5月12日，由若望·威廉·康伯主教主禮葬禮。